# Matthias Bel

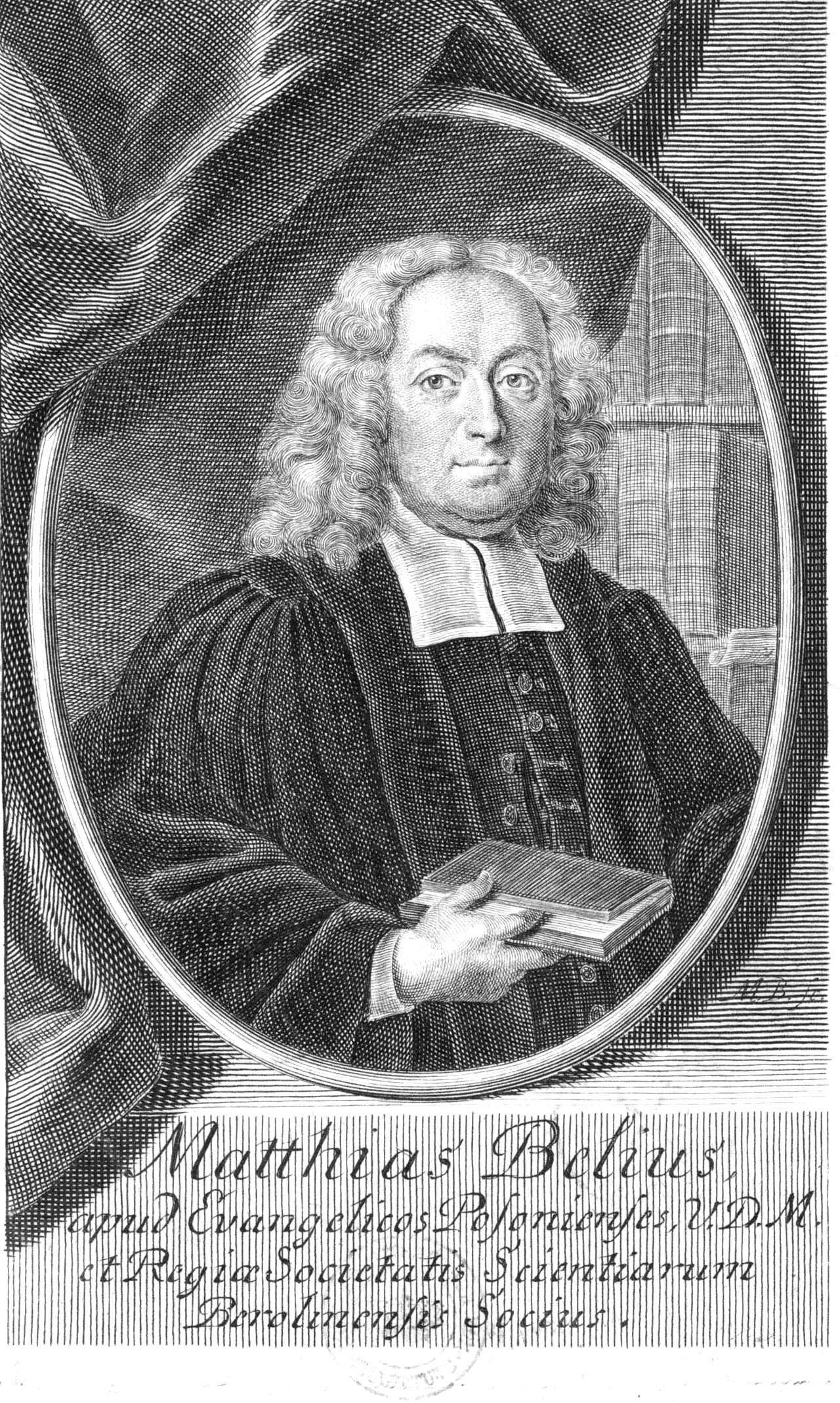
Matthias Bel

Matthias Bel, lateinisch Belius, slowakisch Matej Bel; ungarisch Mátyás Bél, (* 24. März 1684 in Ocsova (Komitat Sohl / ung. Zólyom vármegye), Königliches Ungarn (heute Očová, Slowakei); † 29. August 1749 in Pressburg) war ein Historiker, lutherischer Theologe, Pädagoge und Geschichtsschreiber aus dem Königreich Ungarn.

## Leben
Matthias Bel wurde als Sohn des Metzgers Matthias Bel und dessen Ehefrau Elisabeth geb. Csesznéky in Nagyócsa geboren. Seine Mutter war Ungarin und brachte dem Sohn bereits als Kind die ungarische Sprache bei. Außer der Tatsache des Schulbesuchs in Neusohl, ist über die Kindheit und Jugend Bels kaum etwas bekannt. 1704 immatrikulierte sich Bel mit zwanzig Jahren an der Universität Halle für das Fach Medizin. Später wechselte er an derselben Universität zur Theologie. Neben einem kleinen Stipendium, verdiente sich Bel seinen Lebensunterhalt während des Studiums als Hauslehrer.
In Halle hatte besonders August Hermann Francke großen Einfluss auf die Förderung der pietistisch theologischen Gesinnung Matthias Bels. Bel verehrte in Francke nicht nur seinen Lehrer, sondern auch seinen Wohltäter und väterlichen Freund, dessen Kinder er erzog und auf dessen Empfehlung er im Franckeschen Waisenhaus auch eine Lehrerstelle erhielt.
1708 wurde Bel als Rektor an die evangelische Schule in Neusohl berufen. Als solcher begann Bel nun einige Schriften des Kirchenlieddichters Johann Anastasius Freylinghausen und des Theologen Johann Arndt in die Tschechische Sprache zu übersetzen. Zeitlebens blieb er dem Pietismus verbunden.
Bel publizierte ein, von Zeitgenossen vielbeachtetes, Neues Testament ebenfalls in tschechischer Sprache. Parallel zu seinem Beruf als Schuldirektor wirkte Bel auch als Prediger der Pfarrkirche der Jungfrau Maria (in der Stadtburg Banská Bystrica). Als 1714 die evangelische Schule in katholischen Besitz überging und die evangelische Gemeinde sich nach Pressburg orientierte, holte man Bel noch im selben Jahr als Pädagoge auch dorthin.
Am 8. Januar 1710 heiratete Matthias Bel in Preßburg Susanna (Zsuzsanna) Hermann. Aus der Ehe gingen acht Kinder hervor. Sein ältester Sohn war der spätere Historiker Karl Andreas Bel, welcher Universitätsprofessor in Leipzig und Ratgeber der Kurfürsten von Sachsen war.
Im Jahre 1719 erhielt Bel nach dem Tode von Johann Christian Mirus (* 1656, † 1719) die Stelle des ersten deutschen Predigers in der Deutschen Evangelischen Kirchengemeinde zu Preßburg.
Die nächsten Jahre übersetzte Bel neben dem Neuen Testament den Rest der Bibel und konnte 1722 Die ganze Bibel in böhmischer Sprache veröffentlichen. Dazu verfasste Bel noch eine Einleitung zur Lesung der Bibel für Jedermann. Grundlage seiner Bibelübersetzung waren die Bibel-Ausgaben des Schweizer Humanisten Sebastian Castellio.
Ab 1721 gab Bel die Wochenzeitschrift Nova Posoniensia in lateinischer Sprache heraus. Es war die erste Zeitschrift, die regelmäßig im Königreich Ungarn erschienen ist.
Berühmt machten Bel vor allem jedoch seine historisch-geographischen Werke, die nahezu alle in seiner Preßburger Zeit entstanden. Für diese Werke unternahm er auch mehrere zum Teil beschwerliche Reisen, um das hierfür erforderliche Quellenmaterial zu sammeln und zusammenzutragen. Im Grunde handelte es sich um drei epochale Werke und zwar:
- Hungariae antiquae et novae prodromus, Nürnberg 1723
- Adparatus ad  historiam Hungariae, Preßburg 1735
- Notitia Hungariae novae historico-geographica, Wien 1735 – 1742[5]

Logo der Matej-Bel-Universität Banská Bystrica

Thomas von Kempens Werk De imitatione Christi übersetzte Bel – auf der Grundlage einer Ausgabe von Castellio – ebenfalls ins Tschechische. Diese Neuausgabe sorgte für großes Aufsehen und der katholische Klerus versuchte Bel bei Kaiser Karl VI. zu verklagen. Dieser aber befand Bels Arbeit als derart bemerkenswert, dass er ihn zu seinem Geschichtsschreiber ernannte, in den persönlichen Adelsstand erhob und dessen Buchveröffentlichungen äußerst großzügig unterstützte.
Als 1740 Kaiser Karl VI. in Wien starb, wurden durch die Hofverwaltung sofort alle finanziellen Zuwendungen des Kaiserhauses an Bel gestoppt. Dies hatte zur Folge, dass einige Werke Bels erst sehr spät, einige erst posthum erscheinen konnten. Bei seinen Veröffentlichungen arbeitete Bel sehr oft mit dem Kartographen und Kupferstecher Sámuel Mikoviny zusammen.
Neben der Theologie und der Geschichte seines Landes, interessierte sich Bel aber auch für die Geographie, Pädagogik und Volkswirtschaft. So gehörte er ab 1746 zu den Mitgliedern der Olmützer Societas incognitorum, der ersten aufklärerischen Gelehrtengesellschaft in den habsburgischen Ländern. Daneben führte er einen ausführlichen Briefwechsel mit der Preußischen Akademie der Wissenschaften (Berlin), der Royal Society (London) und der Russischen Akademie der Wissenschaften (Sankt Petersburg), die ihn durch die Ehrenmitgliedschaft auszeichneten. Papst Clemens XII. ließ ihm eine Ehrengedenkmünze überreichen, eine besondere Ehre für einen lutherischen Theologen.
Im Alter von 65 Jahren starb der Historiker und Theologe als Senior der evangelisch-lutherischen Prediger zu Preßburg an den Folgen eines Schlaganfalls. Pfarrer Samuel Wilhelm Serpilius (* 1707, † 1762) hielt ihm die Leichenrede über Nehemia 13, 31. Er wurde auf den damaligen Evangelischen „Michelsfreythoff“ vor dem Michaeler Tore beigesetzt. Als dieser Friedhof aufgegeben werden musste ging auch das Grab von Matthias Bel verloren. Sein Grabdenkmal soll kaum fünfzig Jahre nach seinem Tode (vermutlich bei der Aufgabe des Michaeler Friedhofes) an einem Steinmetz verkauft worden sein.
Die umfangreiche Büchersammlung sowie alle Manuskripte erwarb der Fürstprimas von Ungarn und Erzbischof von Gran Joseph Batthyány und schenkte sie seinem Domstift.

## Gedenken
Nach Matthias Bel benannt sind die Matej-Bel-Universität Banská Bystrica, der Planetoid (22644) Matejbel sowie die am Anfang des 21. Jahrhunderts sukzessive erscheinende große slowakische allgemeine Enzyklopädie der Slowakischen Akademie der Wissenschaften Encyclopaedia Beliana.

## Gedenkprägungen
- 1984 Tschechoslowakei: 100 Kronen (Silber) auf den 300-Jahrestag seiner Geburt
- 1984 Bronzeplakette, 80 × 80 mm, auf den gleichen Anlass, Medailleur: Alexander Vika

## Werke (Auswahl)
- Neues Testament (in böhmischer Sprache, Halle 1709)
- De vetere litteratura hunno-scythica exercitatio (Lipsia [Leipzig] 1718) (Digitalisat);
- Adparatus ad historiam Hungariae (Posonii [Lokativ; Pressburg] 1735 bis 1746);

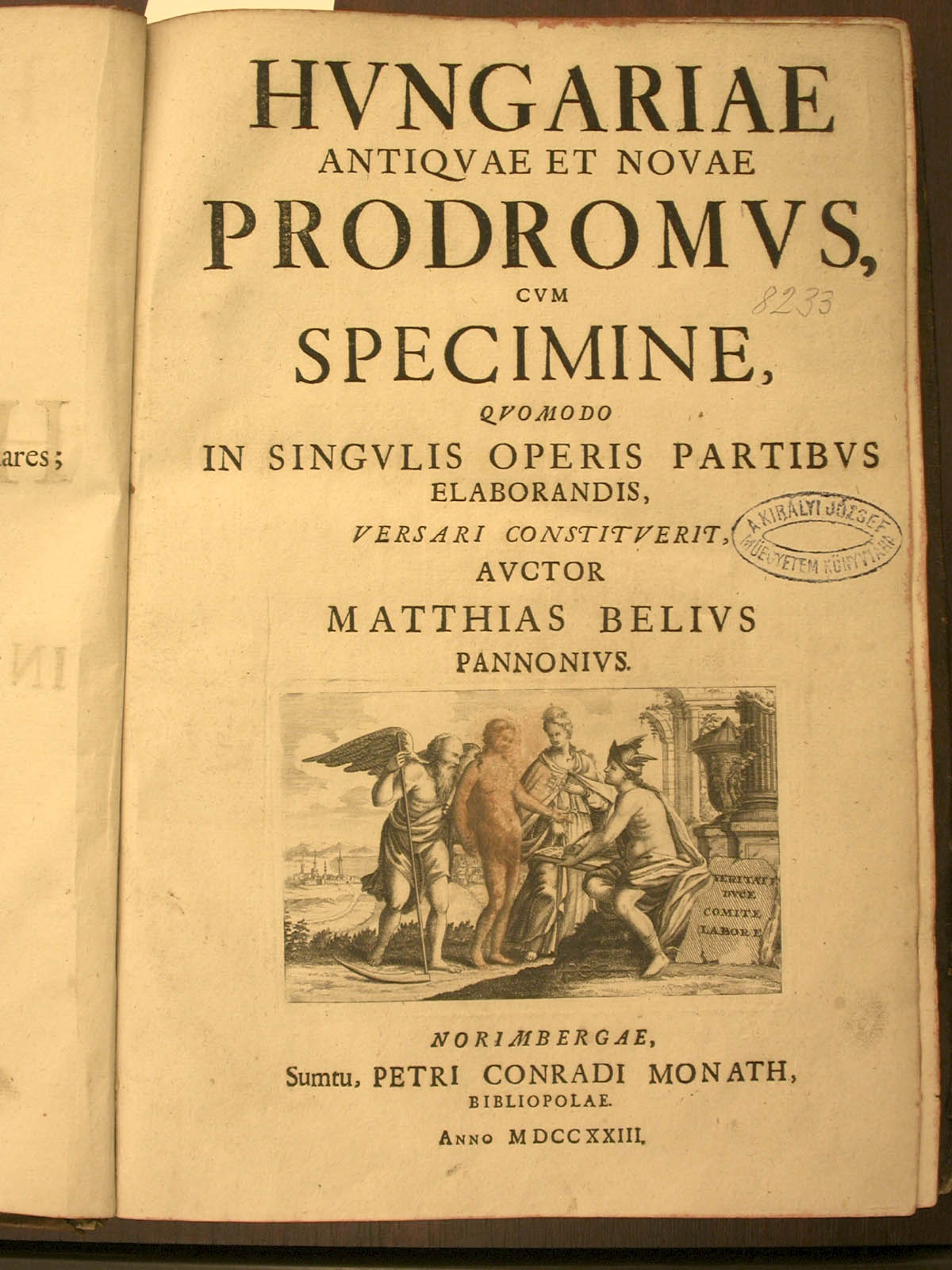
Erstausgabe 1723

- Erstausgabe 1723Hungariae antiquae et novae prodromus (Nürnberg 1723), der Vorläufer seines Hauptwerks:
- Notitia Hungariae Novae Historico-Geographica (Wien 1735–42, 4 Bde.; unvollendet).
- Ethica Davidico-Salomonea 1724
- Vorwort zur Grammatik von Pavel Jozef Doležal/Doleschalius: Grammatica Slavico-Bohemica, in qua, praeter alia, ratio accurate scriptionis & flexionis, quae in hac Lingua magnis difficultatibus laborat, ex genuinis fundamentis, demonstratur, ut et discrimen inter dialectum Bohemorum & cultiorum Slavorum in Hungaria insinuatur. [...] Paullus Doleschalius, Szakolcza-Hung. Praefatus est Matthias Belius. (Posonii [Lokativ; Pressburg] 1746).